# LEW Hennigsdorf
VEB Lokomotivbau-Elektrotechnische Werke "Hans Beimler" Hennigsdorf (z niem. Państwowa Wytwórnia Lokomotyw Elektrycznych im. Hansa Beimlera w Hennigsdorfie, również LEW Hennigsdorf, LEW) – niemiecki producent taboru kolejowego istniejący w latach 1947–1992. Siedziba i główne fabryki zakładów znajdowały się w Hennigsdorfie we wschodnich Niemczech.
Fabryka pojazdów szynowych w podberlińskim Hennigsdorfie założona została w 1910 roku przez koncern AEG. Produkcję lokomotyw rozpoczęto w 1913 roku. W latach 30. XX wieku, zakłady przeszły w ręce Augusta Borsiga, zmieniając nazwę na Borsig Lokomotiv Werke GmbH. Parowozy Borsig produkowano do roku 1944. Po zakończeniu II wojny światowej, zakłady zostały upaństwowione, a głównymi produktami zakładów z Hennigsdorf były lokomotywy elektryczne dla NRD i państw byłego bloku wschodniego. Wtedy też powstała firma Lokomotivbau Elektrotechnische Werke (LEW).
Po zjednoczeniu Niemiec w roku 1990, fabryka powróciła do koncernu AEG, przekształcając się w AEG Schienenfahrzeuge GmbH. W 1996, w wyniku fuzji spółek ABB i Daimler AG, powstał Adtranz, który 5 lat później został sprzedany kanadyjskiemu przedsiębiorstwu Bombardier. Jeszcze za czasów Adtranz, zakończono produkcję lokomotyw, a rozpoczęto montaż elektrycznych i spalinowych zespołów trakcyjnych.

## Historia
W roku 1910 koncern AEG zakupił w podberlińskiej miejscowości Hennigsdorf 70 ha gruntów pod budowę zakładów ceramicznych. Trzy lata później AEG przeniósł z Berlina do Hennigsdorf swoje zakłady elektryczne. Produkowano tam m.in. wyroby porcelanowe, grzejniki olejowe i wózki akumulatorowe oraz inne urządzenia. Między 1914 a 1918 rokiem hale produkcyjne przebudowano na potrzeby remontów i produkcji lokomotyw parowych.
Na przełomie lat 1920/1921 Rosenthal-Isolatoren GmbH (Rosenthal-Izalatory) wspólnie z Rosenthal & Co. AG utworzył w Hennigsdorf hutę stali. W 1927 roku zakłady zbudowały pierwszy silnik parowy opalany pyłem węglowym.
W roku 1931 AEG połączył się z Borsigiem, który zbankrutował w czasie wielkiego kryzysu lat 20. i 30. XX stulecia. Produkcja lokomotyw została przeniesiona z fabryki Borsiga w Tegel do wytwórni w Hennigsdorf. Do 1935 AEG wykupił wszystkie akcje upadłej firmy, nabywając równocześnie prawa do nazwy Borsig. Lokomotywy spod marki Borsig Lokomotiv Werke GmbH (Wytwórnia Lokomotyw Borsig), będącej własnością AEG, produkowano w Hennigsdorfie do 1944 roku.
W trakcie II wojny światowej zniszczeniu uległo 80% podberlińskiej fabryki. Hennigsdorf, wraz z całą wschodnią częścią Niemiec znalazła się po wojnie pod kontrolą Związku Radzieckiego. W roku 1947 zakłady znacjonalizowano i utworzono VEM Vereinigung Volkseigener Betriebe des Elektro-Maschinenbaus – Lokomotivbau Elektrotechnische Werke Hennigsdorf (Osthavelland). Rok później rozpoczęto produkcję lokomotyw, a w 1951 roku zmieniono nazwę zakładów na VEB Lokomotivbau-Elektrotechnische Werke "Hans Beimler" (przedsiębiorstwo państwowe Elektrotechniczne Zakłady Budowy Lokomotyw im. Hansa Beimlera), w skrócie LEW.
Od początku lat 50. XX wieku, zakłady "Hans Beimler" produkowały wiele pojazdów szynowych – poza lokomotywami elektrycznymi i spalinowymi, wytwarzano tramwaje, kolejki dołowe oraz wagony, z których około 60% było eksportowanych, głównie do krajów socjalistycznych. W tym czasie powstały lokomotywy przemysłowe EL1, EL2 i EL3 oraz produkowana dla PKP lokomotywa serii E05 (EU20). W roku 1960 w fabryce po raz pierwszy zastosowano piece próżniowe do otrzymywania ultraczystych metali, stosowanych przy budowie taboru kolejowego. Od lat 60. zakłady rozpoczęły produkcję lokomotyw elektrycznych dla Deutsche Reichsbahn, m.in. E11 (BR 211), E42 (BR 242) (lata 60.), BR 250 (lata 70.), BR 143 (lata 80.). Produkowano też lokomotwy spalinowe:  V60 (BR 106), V100 (BR 110), V105. Do 1992 roku LEW Hennigsdorf wyprodukował 14 384 pojazdy szynowe.

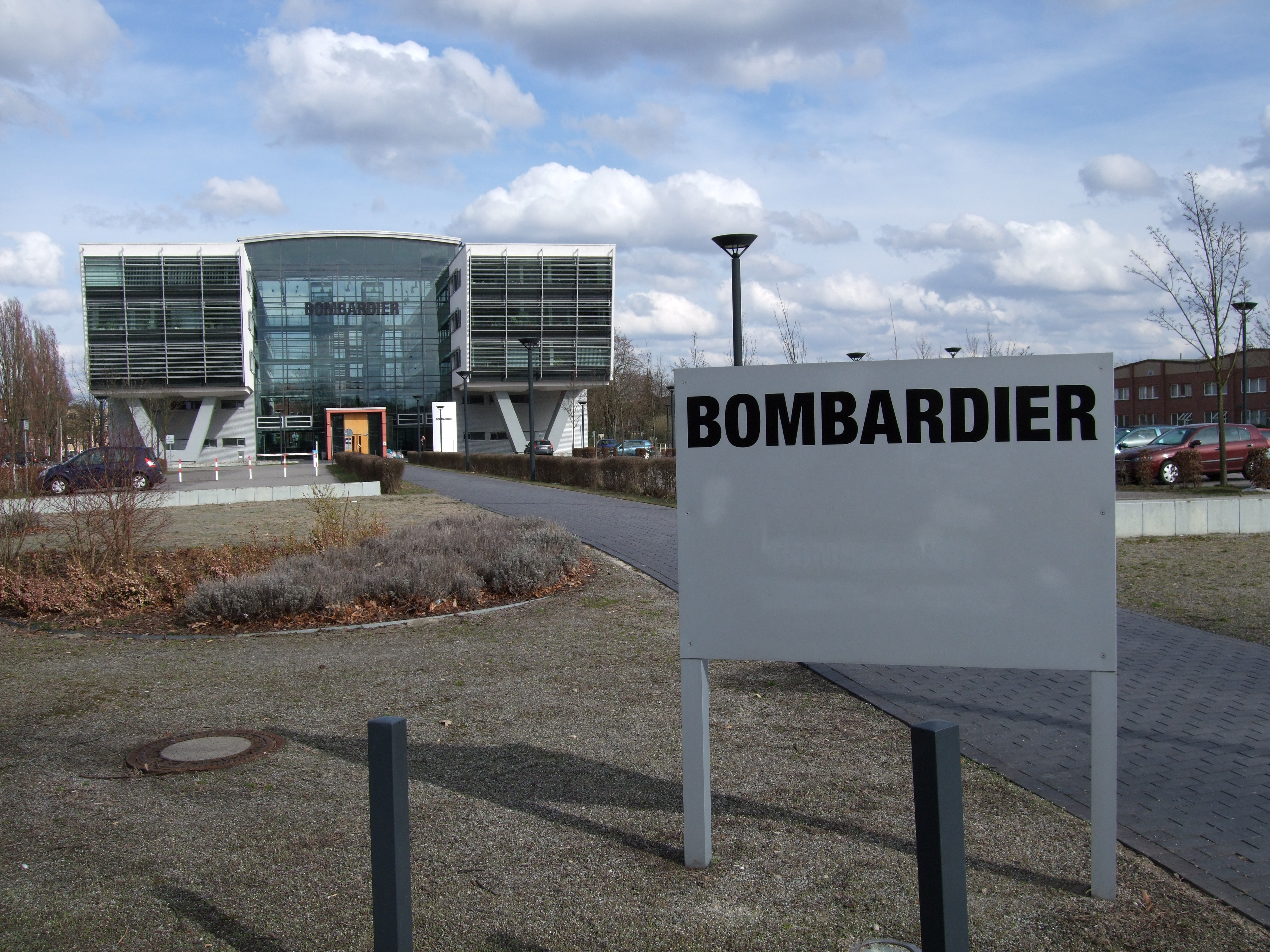
Bombardier Hennigsdorf

Od połowy lat 80. LEW rozpoczął współpracę z wykupionymi przez Daimler-Benz zakładami AEG. W 1989 roku rozpoczęto eksport taboru poza kraje boku wschodniego – dla greckiego przewoźnika zbudowano SZT serii 601. Rok później, LEW Hennigsdorf przekształcono z kombinatu w prywatne przedsiębiorstwo LEW Hennigsdorf GmbH i rozpoczęto starania o przejęcie zakładów przez AEG. W listopadzie 1991, Urząd Powierniczy zgodził się na kupno przez AEG zakładów LEW Hennigsdorf GmbH pod warunkiem inwestycji w podberlińską fabrykę 600 milionów DM. Od 1 stycznia 1992 zakłady zostały przemianowane na AEG Schienenfahrzeuge GmbH (AEG Pojazdy Szynowe sp.z.o.o), które podlegały działowi AEG Daimler Benz – AEG Bahnsysteme (AEG Systemy Kolejowe). Później AEG Bahnsysteme zostało podzielone na cztery działy – jeden w Ameryce Północnej i trzy w Europie: Nahverkehr (Ruch lokalny), Bahngesamtsysteme (Ogólne Systemy Kolejowe) i Fernverkehr (Ruch dalekobieżny), którego siedziba została ustanowiona w Hennigsdorfie.
W styczniu 1996 roku, AEG Schienenfahrzeuge GmbH została wcielona do nowo powstałej spółki ABB Transportation i AEG Bahnsysteme – ABB Daimler Benz Transportation (Adtranz). W 1998 roku produkcję lokomotyw przeniesiono z Hennigsdorfu do dawnej fabryki Henschela w Kassel. Po wykupieniu Adtranzu przez Bombardiera w maju 2001 roku, zakłady w Hennigsdorfie stały się częścią Bombardier Transportation.
Pod marką Bombardier podberlińską fabrykę opuszczają spalinowe i elektryczne zespoły trakcyjne (podmiejskie, regionalne, dalekobieżne, w tym dużych prędkości), tramwaje, oraz wagony metra.

## Produkowany tabor

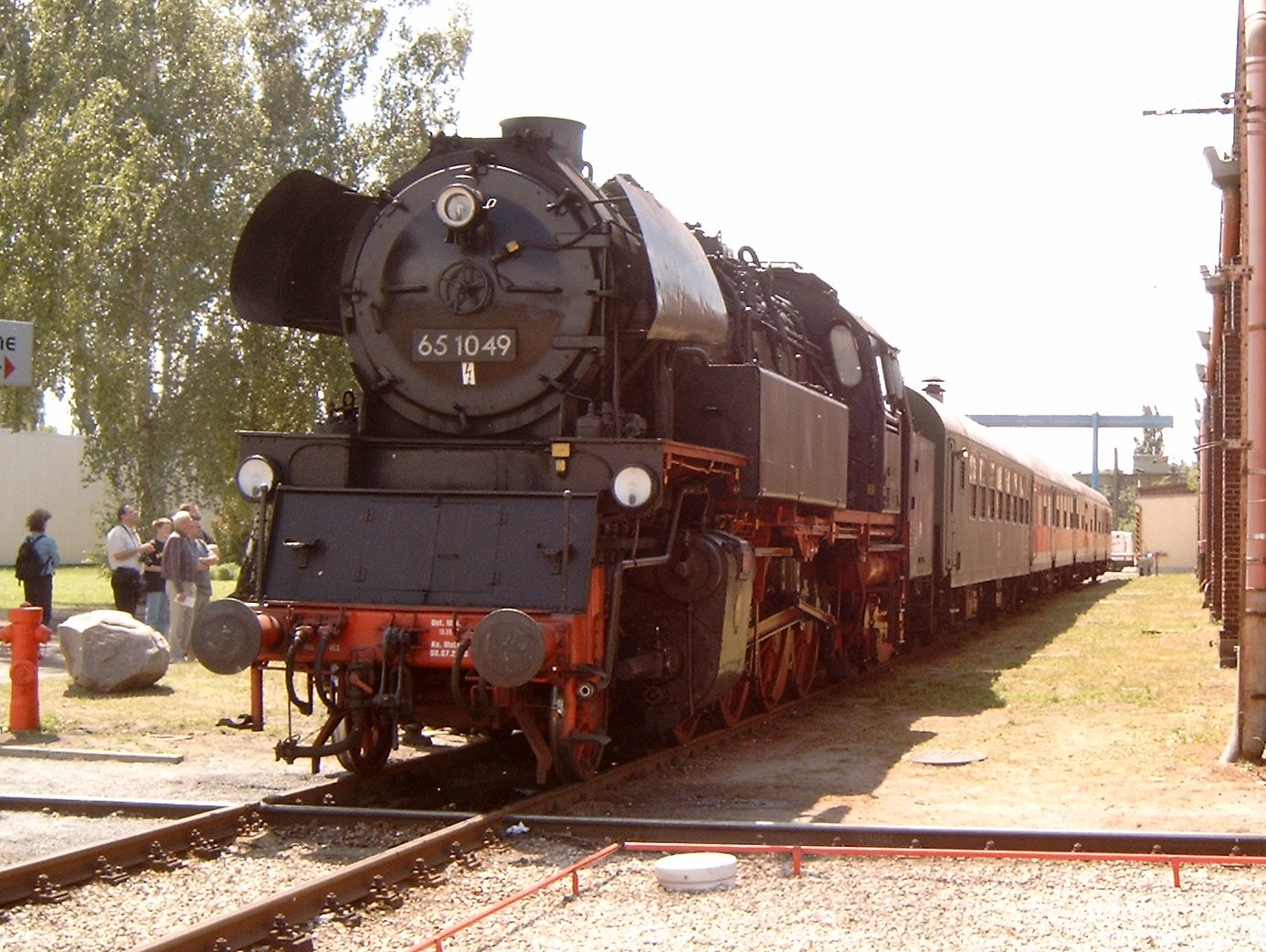
65.10

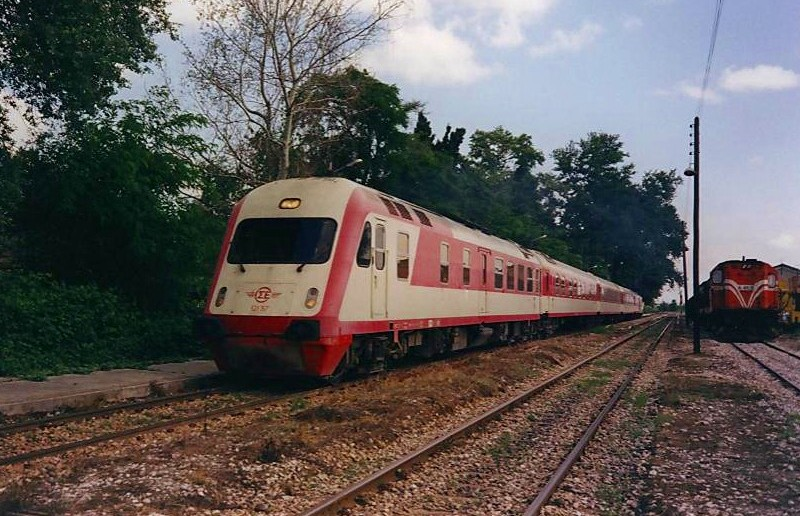
Spalinowy zespół trakcyjny DE-IC2000N

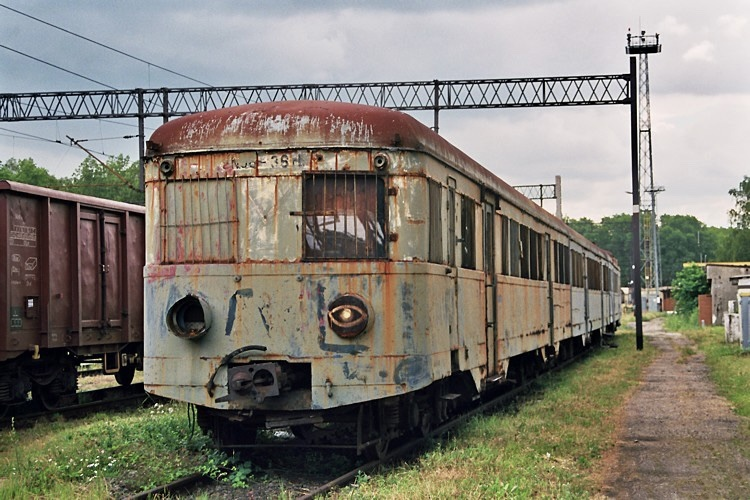
EZT E.56 (EN56)

| Lokomotywy elektryczne          | Lokomotywy elektryczne                                                       | Lokomotywy elektryczne                          | Lokomotywy elektryczne                                                           | Lokomotywy elektryczne |
| Oznaczenie producenckie         | Oznaczenie przewoźnika                                                       | Lata produkcji                                  | Liczba pojazdów                                                                  | Źródła                 |
| ------------------------------- | ---------------------------------------------------------------------------- | ----------------------------------------------- | -------------------------------------------------------------------------------- | ---------------------- |
| E 04                            | PKP E200, E04, EU04                                                          | 1954−1955                                       | 25                                                                               | [ 8 ]                  |
| E 05                            | PKP E05, EU20                                                                | 1955−1958                                       | 34                                                                               | [ 8 ]                  |
| E 11 211                        | DR: E 11, 211 DB: 109                                                        | E 11: 1961−1963 211: 1970-1976                  | E 11: 42 211: 53                                                                 | [ 18 ]                 |
| E 42 242                        | DR: E 42, 242 DB: 142                                                        | E 42: 1962-1970 242: 1970-1976                  | E 42: 180 242: 112                                                               | [ 19 ] [ 20 ]          |
| E 51 E 251                      | DR: E 51, E 251, 251 DB: 171                                                 | 1965                                            | 15                                                                               | [ 19 ] [ 21 ] [ 22 ]   |
| E 211                           | DR: E 211                                                                    | 1967                                            | 1                                                                                | [ 23 ]                 |
| 143 243 112 (114) 212           | DR: 243, 212 DB: 143, 112 (114)                                              | 143/243: 1984–1992 112/212: 1990–1991           | 143/243: 682 112 (114)/212: 133                                                  | [ 21 ] [ 24 ]          |
| 250                             | DR: 250 DB: 155                                                              | 1974-1984                                       | 273                                                                              | [ 21 ]                 |
| 252                             | DR: 252 DB: 156                                                              | 1991                                            | 4                                                                                | [ 21 ]                 |
| EL104                           | SNCFA/SNTF: 6CE                                                              | 1972–1973                                       | 32                                                                               | [ 25 ]                 |
| Lokomotywy spalinowe            |                                                                              |                                                 |                                                                                  |                        |
| Oznaczenie producenckie         | Oznaczenie przewoźnika                                                       | Lata produkcji                                  | Liczba pojazdów                                                                  | Źródła                 |
| V 60.x                          | DR: 104, 105, 106 DB: 344, 345, 346 ex-rosyjskie: 347 BDŽ: 52 ČD: 716        | 1964-1982                                       | 2068                                                                             | [ 26 ]                 |
| V 100.x                         | DR: 110, 710 DB: 211, 212 (214, 714), 213 ČSD: 745 OnRail: DH 1004 ÖBB: 2048 | 1966-1985                                       | 1145                                                                             | [ 27 ]                 |
| V DE DE I PA DE II S DE III M   | CPEF: DE I PA, 7760 CFS: DE II S, 3700 CM: DE III M, 3750                    | 1967-1968                                       | DE I PA: 36 DE II S: 30 DE III M: 17                                             | [ 28 ] [ 29 ]          |
| Lokomotywy parowe               |                                                                              |                                                 |                                                                                  |                        |
| Oznaczenie producenckie         | Oznaczenie przewoźnika                                                       | Lata produkcji                                  | Liczba pojazdów                                                                  | Źródła                 |
| 65.10                           | DR: 65.10                                                                    | 1954                                            | 2                                                                                | [ 30 ]                 |
| Lokomotywy przemysłowe/górnicze |                                                                              |                                                 |                                                                                  |                        |
| Oznaczenie producenckie         | Oznaczenie producenckie                                                      | Lata produkcji                                  | Liczba pojazdów                                                                  | Źródła                 |
| EL1                             | EL1                                                                          | 1951-1980                                       | 692                                                                              | [ 31 ]                 |
| EL2                             | EL2                                                                          | 1952-1988                                       | 1380                                                                             | [ 7 ]                  |
| EL3                             | EL3                                                                          | 1951-1977                                       | 786                                                                              | [ 32 ]                 |
| EL4                             | EL4                                                                          | 1960-1971                                       | 37                                                                               | [ potrzebny przypis ]  |
| EL5                             | EL5                                                                          | 1951-1982                                       | 740                                                                              | [ potrzebny przypis ]  |
| EL6                             | EL6                                                                          | 1951-1976                                       | 217                                                                              | [ potrzebny przypis ]  |
| EL8                             | EL8                                                                          | 1949–1970                                       | 915                                                                              | [ 33 ]                 |
| EL9                             | EL9                                                                          | 1952-1989                                       | 1703                                                                             | [ potrzebny przypis ]  |
| EL10 EL10 MKW                   | EL10 EL10 MKW                                                                | 1952-1989                                       | EL10: 111 EL10 MKW: 175                                                          | [ 34 ]                 |
| EL11                            | EL11                                                                         | 1952-1966                                       | 80                                                                               | [ 35 ]                 |
| EL12                            | EL12                                                                         | 1952-1983 ?                                     | ?                                                                                | [ potrzebny przypis ]  |
| EL13                            | EL13                                                                         | 1971-1982                                       | ?                                                                                | [ potrzebny przypis ]  |
| EL14                            | EL14                                                                         | 1953-1958                                       | 15                                                                               | [ 36 ]                 |
| EL15                            | EL15                                                                         | 1953-1973                                       | 70                                                                               | [ 37 ]                 |
| EL16 ASF                        | EL16 ASF                                                                     | 19??-1990                                       | 502                                                                              | [ 38 ]                 |
| EL20 EL20 MKW                   | EL20 EL20 MKW                                                                | 1983–1985                                       | EL20: 24 EL20 MKW: 48                                                            | [ 39 ]                 |
| EL21                            | EL21                                                                         | 1981–1986                                       | 265                                                                              | [ 40 ]                 |
| EL22                            | EL22                                                                         | 1987                                            | 4                                                                                | [ 41 ]                 |
| Elektryczne zespoły trakcyjne   |                                                                              |                                                 |                                                                                  |                        |
| Oznaczenie producenckie         | Oznaczenie przewoźnika                                                       | Lata produkcji                                  | Liczba pojazdów                                                                  | Źródła                 |
| ET 170                          | DR: 278                                                                      | 1959                                            | 4 dwuczłonowe zespoły                                                            | [ 42 ]                 |
| ET 270                          | DR: 270 DB: 485/885                                                          | 1982–1992                                       | wagony silnikowe: 166 wagony doczepne: 166                                       | [ 43 ] [ 44 ]          |
| ET 280                          | DR: 280                                                                      | 1972–1973                                       | 2 czteroczłonowe zespoły                                                         | [ 43 ]                 |
| Spalinowe zespoły trakcyjne     |                                                                              |                                                 |                                                                                  |                        |
| Oznaczenie producenckie         | Oznaczenie przewoźnika                                                       | Lata produkcji                                  | Liczba pojazdów                                                                  | Źródła                 |
| DE-IC2000N                      | OSE: 520, 601                                                                | 1989–1990 (1994)                                | 26 + (14)                                                                        | [ 45 ] [ 46 ]          |
| Metro                           |                                                                              |                                                 |                                                                                  |                        |
| Oznaczenie producenckie         | Oznaczenie przewoźnika                                                       | Lata produkcji                                  | Liczba pojazdów                                                                  | Źródła                 |
| ET E                            | BVG: E I (prototyp)                                                          | 1956–1957                                       | 2                                                                                | [ 47 ]                 |
| ET G ET GI ET GII ET GIII       | BVG: G (prototyp) GI GII GI/1                                                | G: 1974 GI: 1978-1983 GII: 1983 GI/1: 1988−1989 | G: 4 (8 wagonów) GI: 57 (114 wagonów) GII: 10 (20 wagonów) GI/1: 52 (104 wagony) | [ 48 ]                 |
| Wyposażenie elektryczne         |                                                                              |                                                 |                                                                                  |                        |
| Producent pojazdu               | Oznaczenie przewoźnika                                                       | Lata produkcji                                  | Liczba pojazdów                                                                  | Źródła                 |
| VEB Waggonbau Görlitz           | PKP: E.56, EN56                                                              | 1954–1957                                       | 36 trójczłonowych EZT                                                            | [ 49 ]                 |
| VEB Waggonbau Görlitz           | PKP: E.58, ED70                                                              | 1958                                            | 2 czteroczłonowe EZT                                                             | [ 50 ] [ 51 ]          |